# Dendrobium subquadratum
Dendrobium subquadratum är en orkidéart som beskrevs av Johannes Jacobus Smith. Dendrobium subquadratum ingår i släktet Dendrobium, och familjen orkidéer. Inga underarter finns listade i Catalogue of Life.